# Nissolia schottii
Nissolia schottii är en ärtväxtart som beskrevs av Asa Gray. Nissolia schottii ingår i släktet Nissolia och familjen ärtväxter. Inga underarter finns listade i Catalogue of Life.